# Thomas N'Gijol
Thomas N'Gijol nació en 1979 en Maisons-Alfort) es un humorista y actor francés de origen camerunés.
Especialista del stand up, se dio a conocer al gran público en Jamel Comedy Club.

## Biografía
Nació en Maisons-Alfort en una barriada parisina en 1979, se unió a Dieudonné participando en los concursos de  café-teatro celebrados en su teatro : El Teatro de la Main d'Or en París.
Participa con éxito en el festival Juste pour rire de Nantes con un homenaje particular a Richard Pryor. Luego actuó durante un tiempo en el  Moloko en París.
Escribió un one-man-show titulado Bienvenue que representó en pequeñas salas parisinas antes de ser descubierto por Kader Aoun. Este último le abrirá las puertas del Jamel Comedy Club.
Estará en el cartel de una comedia producida y realizada por Alex Alabaz del colectivo Kourtrajmé, Les Abyssiens. También es conocido por sus trabajos en televisión en Canal+, en el programa Le Grand Journal, con una sección diaria durante dos temporadas (2006-2008).
Sus sketches más conocidos son "Un Superman noir!", "Les jeux olympiques d'hiver?" y "Mon retour du Cameroun!".
En septiembre de 2008, participa en el programa de Stéphane Bern Le Fou du roi, en France Inter.

## Espectáculos
- 2006: Bienvenue
- 2006:  A block

## Filmografía
- 2006: Les Abyssiens (cortometraje) de Alex Alabaz.
- 2006: Vilaine  de Jean-Patrick Benes y Allan Mauduit: Innocent
- 2009: Un Chihuahua en Beverly Hills de Raja Gosnell: doblaje al francés de la voz de Montézuma